# 5067 Occidental
5067 Occidental este un asteroid din centura principală de asteroizi.

## Descriere
5067 Occidental este un asteroid din centura principală de asteroizi. A fost descoperit pe 19 iulie 1990 la Observatorul Palomar de Eleanor Francis Helin. Asteroidul prezintă o orbită caracterizată de o semiaxă mare de 2,80 ua, o excentricitate de 0,08 și o înclinație de 7,4° în raport cu ecliptica.